# Jrebevo, Smolean
Jrebevo (în bulgară Жребево) este un sat în comuna Devin, regiunea Smolean,  Bulgaria. 

## Demografie
Componența etnică a satului Jrebevo
     Bulgari (97,93%)
     Nicio identificare (2,06%)
     Altele (0%)
La recensământul din 2011, populația satului Jrebevo era de 97 locuitori. Din punct de vedere etnic, majoritatea locuitorilor (97,93%) erau bulgari. Pentru 2,06% din locuitori nu este cunoscută apartenența etnică.